# Nice-6 (tổng)
Tổng Nice-6 là một tổng của Pháp. Tổng này nằm ở tỉnh Alpes-Maritimes trong vùng Provence-Alpes-Côte d’Azur.

## Các đơn vị hành chính
Tổng Nice-6 gồm một phần của Nice. Các khu phố của Nice nằm trong tổng này:
- Libération-Malausséna
- Borriglione
- Cimiez
- Pasteur
- Saint Pons

## Lịch sử
| Ngày bầu cử | Tên                      | Đảng    | Tư cách      |
| ----------- | ------------------------ | ------- | ------------ |
|             |                          |         |              |
| 1988        | M. Pascal Augier         | RPR     |              |
| 1994        | M. Jean-Pierre Mangiapan | RPR-UDF |              |
| 2001        | M. Jean-Pierre Mangiapan | UMP     | Ủy viên vùng |
| 2008        | M. Jean-Pierre Mangiapan | UMP     | Ủy viên vùng |

## Biến động dân số
| 1882                                         | 1926 | 1962 | 1968 | 1975 | 1982 | 1990 | 1999   |
|                                              |      |      |      |      |      |      | 28 480 |
| -------------------------------------------- | ---- | ---- | ---- | ---- | ---- | ---- | ------ |
| Số liệu từ năm 1990: Dân số không tính trùng |      |      |      |      |      |      |        |